# Сент-Питер-Бастер
Сент-Петер-Бастер (англ. Saint Peter Basseterre Parish) — один из 14 округов (единица административно-территориального деления) государства Сент-Китс и Невис. Расположен на острове Сент-Китс. Административный центр и крупнейший город — Манки-Хилл. Площадь 20,7 км², население 3 472 человека (2001).